# Maria Bonaventura Forteza-Maura Cortès
Maria Bonaventura Forteza-Maura Cortès, född 1826, död 1917, var en spansk affärsidkare 
Maria Bonaventura Forteza-Maura y Cortès föddes i Palma den 16 november 1826. Hon var dotter till Antoni Forteza-Maura och Paula Cortès. 
1849 gifte hon sig med Gabriel Faust Fuster Forteza, en välkänd progressiv politiker och affärsman, med vilken hon fick åtta barn. 1872 blev Maria Bonaventura änka och det faktum att hon kom från en familj med lång handelstradition gjorde att hon personligen ansvarade för förvaltningen av familjegodset och de sjöfartsaffärer som hennes bortgångne make efterlämnade, särskilt kommersiell verksamhet med anknytning till sjöfartshandel med Kuba. 